# Villa Santo Sospir
Die Villa Santo Sospir ist eine Villa an der Côte d’Azur in Saint-Jean-Cap-Ferrat im Département Alpes-Maritimes in der Provence, Frankreich.

## Geschichte
Die Villa wurde in den Jahren von 1931 bis 1935 von der französischen Mäzenin Francine Weisweiller im regionalen, mediterranen Stil erbaut. Das Haus wurde durch die Aufenthalte des französischen Dichters Jean Cocteau in der Villa in den 1950er und 1960er Jahren bekannt. Weisweiler und Cocteau hatten sich bei den Dreharbeiten für den Film Les Enfants terribles des französischen Cineasten Jean-Pierre Melville kennengelernt. Im Jahre 1950 lud Weisweiler Cocteau ein, zusammen mit dessen Adoptivsohn Édouard Dermit einige Tage in der Villa zu verbringen. Die Einladung wurde angenommen und Cocteau fragte die Hausherrin, ob er in diesen Tagen auf einer Wand über einem Kamin im Salon der Villa ein Fresko anbringen dürfe. Es entstand ein Apollokopf, der heute noch zu sehen ist und der den Beginn einer Serie von Wandmalereien Cocteaus an anderen Orten bildet.
Bis zu seinem Tode im Jahre 1963 verbrachte Cocteau immer wieder sehr lange Zeiträume der Erholung in der Villa Santo Sospir, die seit 1995 als Historisches Denkmal eingestuft ist. 2001 wurde die Villa zum Erbe des 20. Jahrhunderts ernannt und 2007 wurde das gesamte Grundstück nebst Villa ein Historisches Denkmal. Das Denkmal kann heute gegen Voranmeldung besucht werden.

## Film
- 1952 entstand Cocteaus 35-minütiger Amateurfilm La Villa Santo-Sospir.